# 胡守中
胡守中（1502年—1546年），字伯時，號文溪，祖籍江西吉水縣，河南開封府歸德州寧陵縣人，明朝政治人物。同進士出身。

## 生平
嘉靖元年（1522年）壬午科河南乡试第七十一名举人，十一年（1532年）壬辰科会试139名，廷试三甲163名進士，改庶吉士，嘉靖十三年十二月授刑部主事，十四年十一月改任浙江道監察御史，十五年巡按陕西，十八年二月選置東宫官员，選授左春坊左清纪郎、兼侍書，同年随嘉靖帝南巡承天府，以扈驾劳，升都察院右佥都御史、兼詹事府丞，二十年二月升都察院右副都御史，仍兼詹事府府丞，八月升左副都御史，数日後再升兵部右侍郎，兼左副都御史，总督蓟州军务兼理粮饷，十二月礼科给事中章允贤弹劾他依附郭勋，拜勋为义父，又贪污修边银两，私通北虜，擅出口外采木诸不法事，遂下锦衣卫逮治，随即判处死刑，监候处决。嘉靖二十五年（1546年）十月被处决，年四十五。

## 家族
曾祖胡浩；祖胡暹，壽官；父胡霽；母喬氏。嚴侍下，妻趙氏，繼妻李氏；弟守正；守道；守義，子應鶴；應龍。